# Histoire du Japon et des Japonais
Histoire du Japon et des Japonais, ou Japan, The story of a nation en anglais, est un livre d'histoire d'Edwin O. Reischauer publié en 1970. Il traite de l'histoire du Japon depuis ses origines jusqu'à nos jours.
L'ouvrage reprend des écrits d'Edwin O. Reischauer publiés dès 1946 dans le livre « Japan, past and present », et retravaillés en 1953 et 1964. Japan, The story of a nation publié en 1970 est une version mise à jour de ce premier livre. La version française publiée trois ans plus tard est traduite par Richard Dubreuil.

## Appréciation du livre
Très bien accueilli lors de sa publication initiale, l'ouvrage est aujourd'hui considéré comme dépassé et ne prenant pas en compte les dernières recherches dans le domaine.

## Sources